# Gaming Show
A Gaming Show (In My Parents' Garage) kanadai televíziós filmsorozat, amelyet a DHX Media készített. Kanadában a Family Chrgd (korábban Disney XD) csatornán sugározzák. Magyarországon 2015. november 7-től a Megamax sugározta, majd 2022. május 11-től a Da Vinci Kids.

## Ismertető
A műsor három gyerekről szól, Jesse, Julia és Ian, akik egy játékshow-t tartanak Jesse szüleinek garázsában. Mindegyikük sok különféle élményen megy keresztül, amellyel megtanulják, hogyan működik a videójátékok világa, például hogyan adják hozzá a hangot a játékokhoz. Kapcsolatba kerülnek a videójáték-ipar néhány nevezetes személyével is, és megismerik a munkájukat. Néha találkozhatnak videójáték-szereplőkkel is, például Marióval. Minden epizódban az egyik gyerek megpróbálja bebizonyítani a másik tévedését, aki végül tanul belőle, és ezután együtt szórakoznak.

## Szereplők
- Jesse Sukunda
- Julia Schwartz
- Ian Duchene

## Epizódok
| #   | Eredeti cím     | Magyar premier     |
| --- | --------------- | ------------------ |
| 1.  | URL Not EARL    | 2015. november 7.  |
| 2.  | Code Yellow     | 2015. november 8.  |
| 3.  | The Gimmick     | 2015. november 14. |
| 4.  | DIY             | 2015. november 15. |
| 5.  | My Uncle's Car  | 2015. november 21. |
| 6.  | The Troll       | 2015. november 22. |
| 7.  | All Night Long! | 2015. november 28. |
| 8.  | The Intern      | 2015. november 29. |
| 9.  | Back in Time    | 2015. december 5.  |
| 10. | Cry Wolf        | 2015. december 6.  |

## Fordítás
- Ez a szócikk részben vagy egészben  a   Gaming Show (In My Parents' Garage) című angol Wikipédia-szócikk ezen változatának fordításán alapul.  Az eredeti cikk szerkesztőit annak laptörténete sorolja fel. Ez a jelzés csupán a megfogalmazás eredetét és a szerzői jogokat jelzi, nem szolgál a cikkben szereplő információk forrásmegjelöléseként.